# Chiesa di Santa Lucia (Santa Lucia di Piave)
La chiesa di Santa Lucia è la parrocchiale di Santa Lucia di Piave, in provincia di Treviso e diocesi di Vittorio Veneto; fa parte della forania La Colonna.

## Storia
Originariamente Santa Lucia costituiva una "cappella esterna" della pieve di Susegana, dalla quale tuttavia si affrancò tra il Tre e il Quattrocento ottenendo l'autonomia parrocchiale.

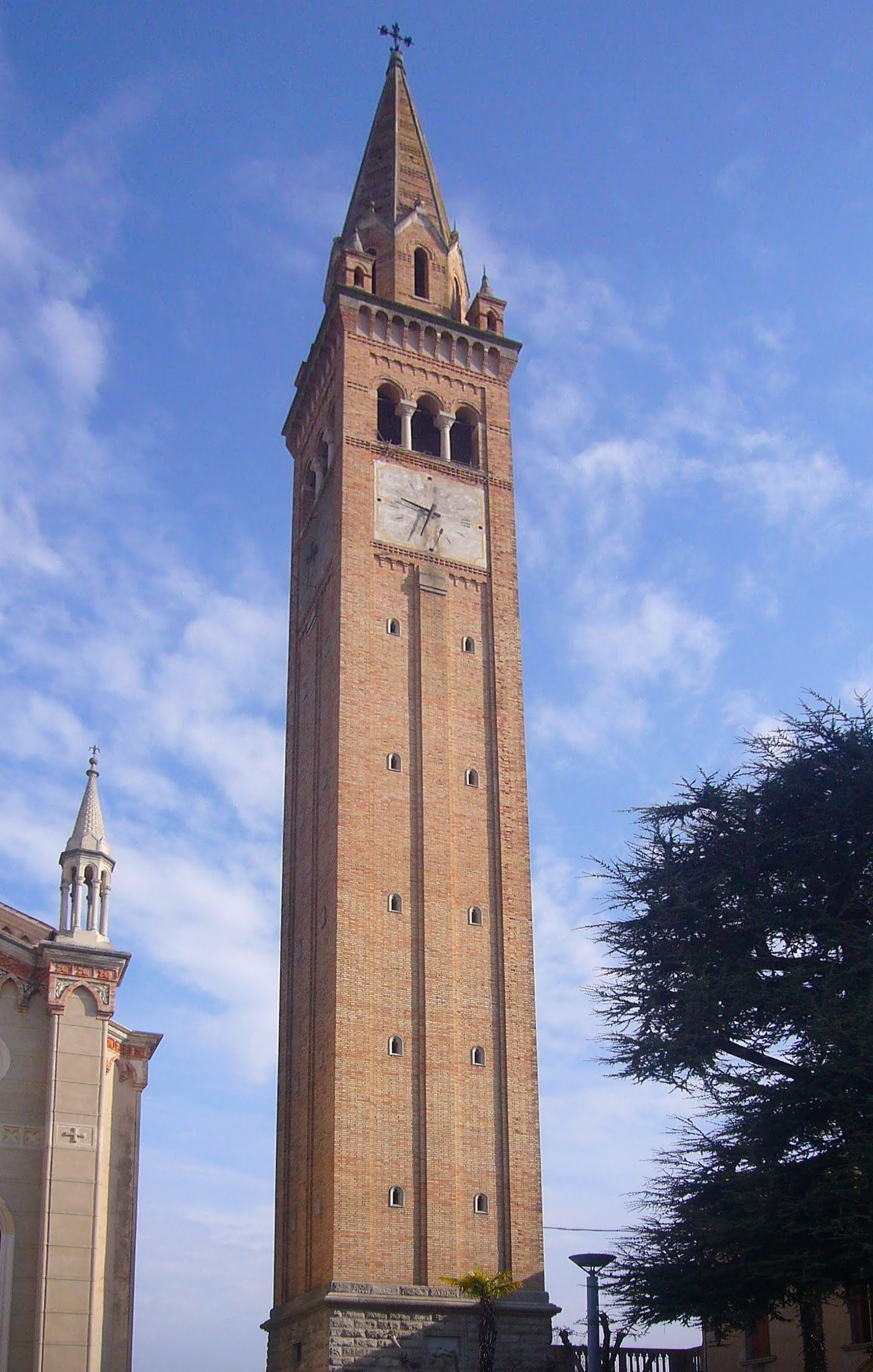
Il campanile

Nel 1490 il giuspatronato fu acquisito dalle monache del convento di Santa Maria degli Angeli di Murano, che lo mantennero sino al 1810.
Nella seconda metà del XIX secolo l'antica chiesa era ormai insufficiente a soddisfare le esigenze dei fedeli, come testimoniato anche dalla perizia effettuata il 16 settembre 1874, e, scartata l'ipotesi di un ampliamento, si decise di riedificarla dalle fondamenta. Il 30 marzo 1875 l'architetto Giovanni Battista Meduna presentò il progetto e il 19 luglio del medesimo anno venne firmato il contratto di appalto; la nuova parrocchiale fu benedetta l'8 dicembre 1878 dal vescovo di Ceneda Corradino Maria Cavriani e poi consacrata il 28 settembre 1907 dal vescovo ausiliare Andrea Caron.
Durante la prima guerra mondiale il campanile, eretto all'inizio dell'Ottocento, venne distrutto; così, tra il 1923 e il 1926 fu costruita la nuova torre, disegnata da Domenico Rupolo.

## Descrizione

### Esterno
La facciata della chiesa, rivolta a mezzogiorno e scandita da quattro paraste sormontate da pinnacoli, presenta centralmente, in una rientranza inscritta in un arco a sesto acuto, il portale d'ingresso, il protiro, caratterizzato da due leoni stilofori e coronato da una statua, e una finestra a lunetta, mentre si lati si aprono due altre finestre. 
Accanto alla parrocchiale si erge su un alto basamento a scarpa il campanile, che misura un'altezza di 75 metri; la cella presenta su ogni lato una trifora ed è coronato dalla guglia piramidale poggiante sul tamburo ottagonale.

### Interno

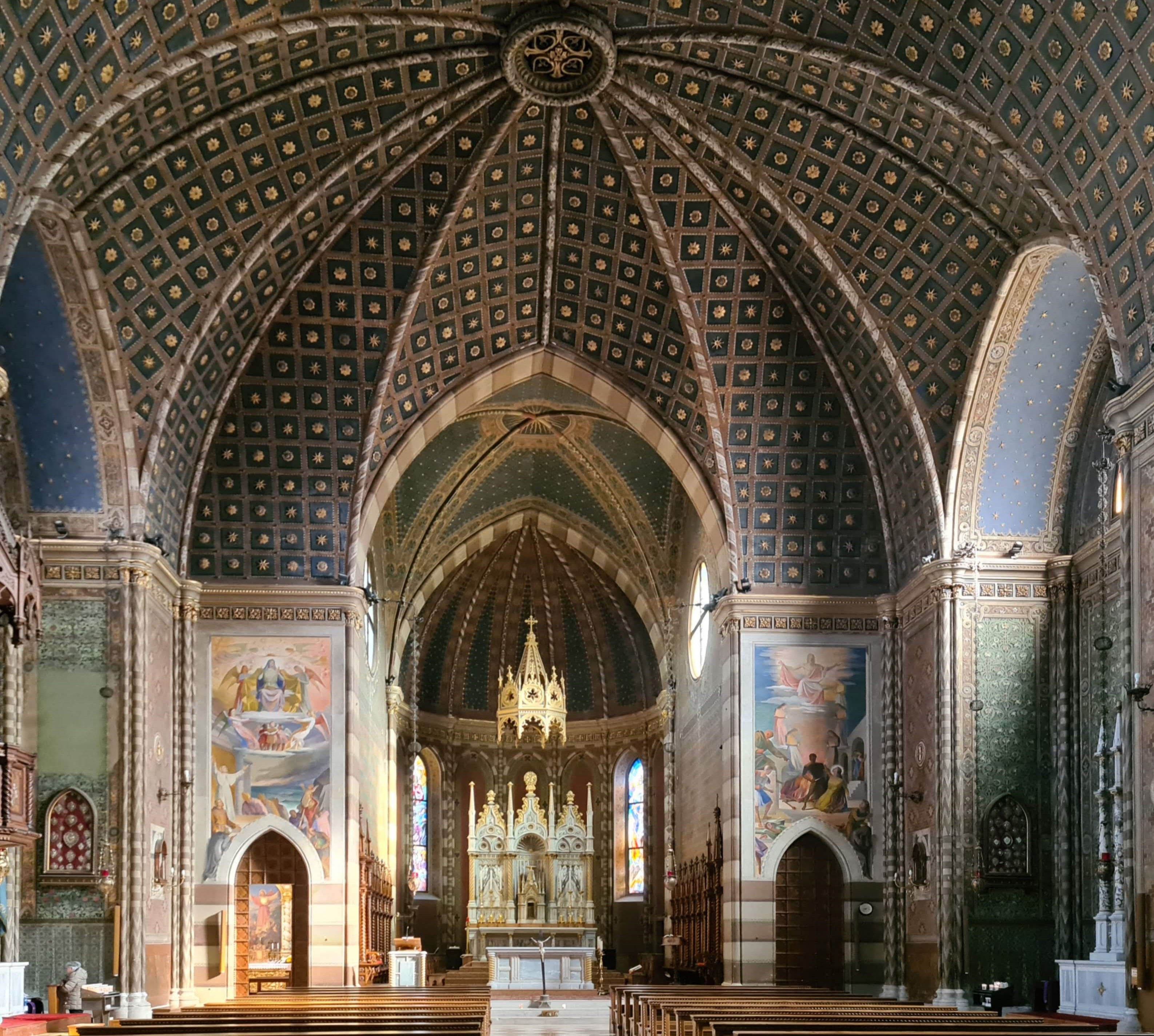
L'interno

L'interno dell'edificio si compone di un'unica navata, sulla quale si affacciano le cappelle laterali, introdotte da archi a sesto acuto e ospitanti gli altari minori, e le cui pareti sono scandite da lesene sorreggenti i costoloni che caratterizzano le volte, abbellite da cassettoni; al termine dell'aula si sviluppa il presbiterio, rialzato di quattro gradini e chiuso dall'abside di forma semicircolare.
Qui sono conservate diverse opere di pregio, tra le quali l'altare maggiore, costruito nel 1913 su disegno del Rupolo, la tela con soggetto Santa Rita, eseguita nel 1944 da Bruno De Giusti, la Via Crucis, realizzata da Luigi Da Rios, il Crocifisso ligneo, intagliato nel XVIII secolo e attribuito alla scuola di Andrea Brustolon, l'acquasantiera e la statua raffigurante Santa Lucia, queste ultime due scolpite dal beato Claudio Granzotto.